# Mustiola
Mustiola (pronunciato Mustìola) è un nome proprio di persona italiano femminile.

## Varianti in altre lingue
- Catalano: Mustiola[3]
- Latino: Mustiola[1]
- Spagnolo: Mustiola[3]

## Origine e diffusione
Nome di scarsissima diffusione, ricordato e utilizzato per via del culto di santa Mustiola. L'etimologia è dibattuta, e sono state proposte diverse origini:
- Dal latino musteus ("mosto"), con il significato di "dolce come il mosto"[3][4][5]
- Diminutivo dell'arcaico termine latino mustio (cioè "moscone"), avendo quindi il significato di "moschina", "moscerina"[4]
- Dal latino mus ("topo", da cui anche il termine mustela)[4]

Viene talvolta proposta anche un'origine patronimica, con riferimento alla gens Mustia, la quale però, nativa di Padova, nulla ha a che vedere con il nome in questione.

## Onomastico
L'onomastico viene festeggiato il 23 novembre (anticamente il 3 luglio) in memoria di santa Mustiola, una nobildonna di Chiusi che fu martire nel III secolo insieme a un sant'Ireneo sotto Valeriano.